# Maria Leopoldine von Österreich

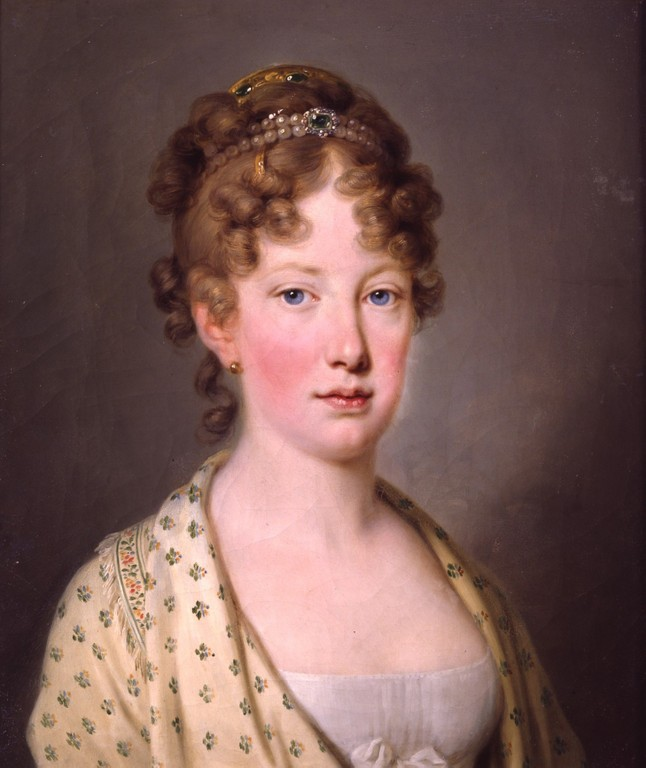
Jugendbildnis von Maria Leopoldine von Österreich, Kaiserin von Brasilien

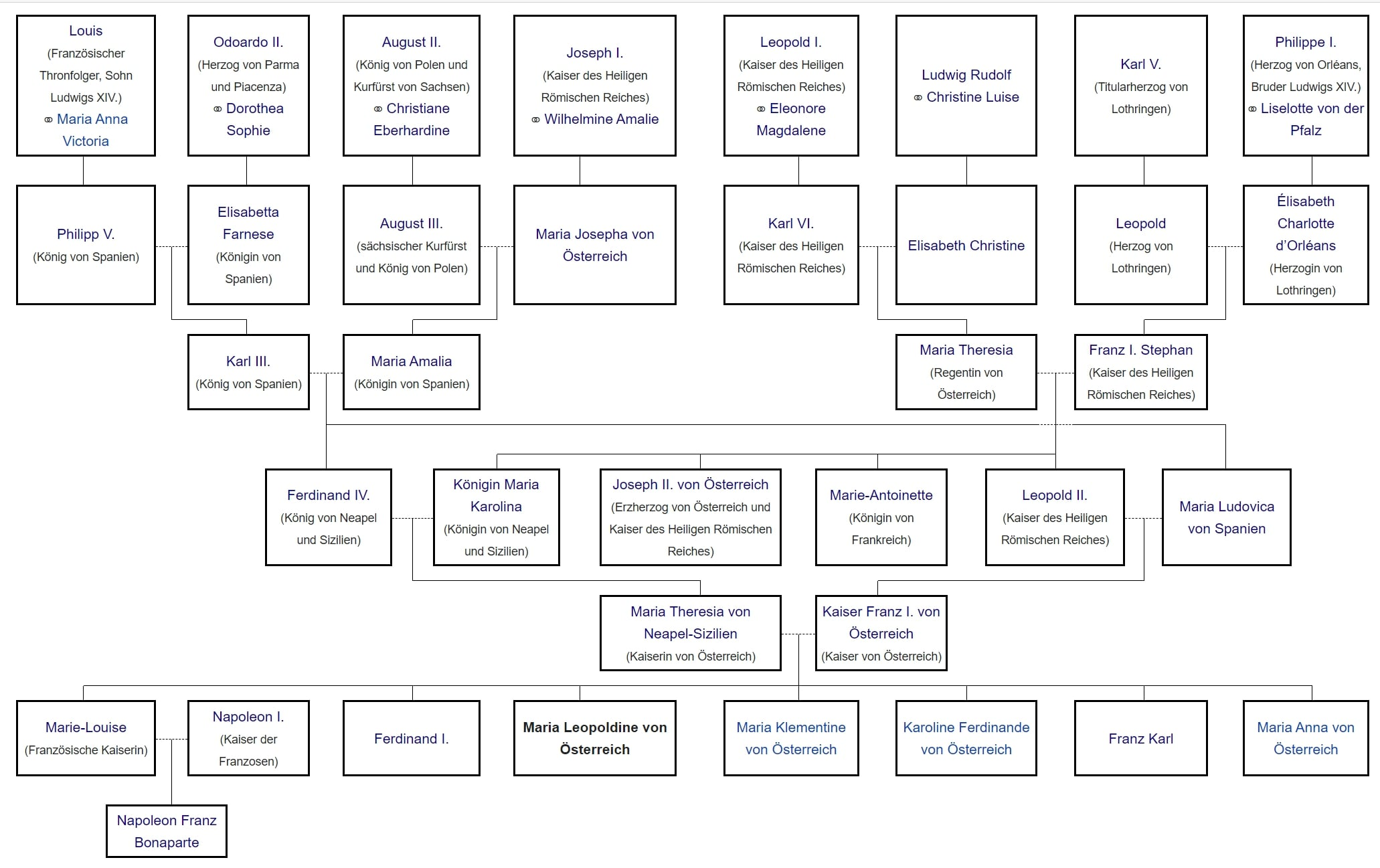
Ahnentafel von Maria Leopoldine

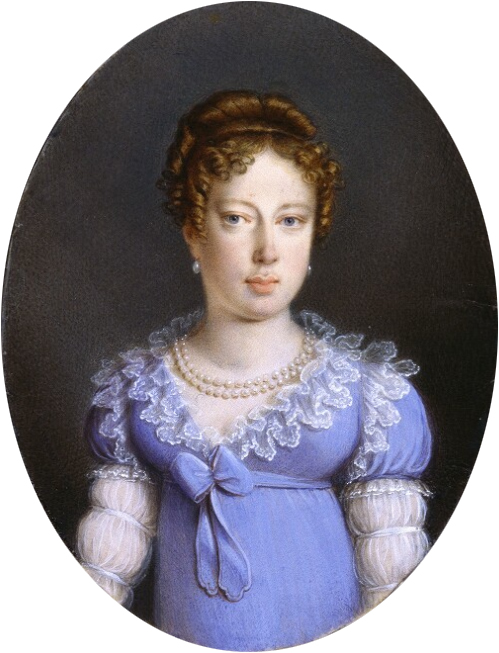
Maria Leopoldine von Österreich

Maria Leopoldine Josepha Caroline von Österreich (* 22. Jänner 1797 in Wien; † 11. Dezember 1826 im Palast Boa Vista bei Rio de Janeiro) war ein Mitglied des Hauses Habsburg-Lothringen und durch Heirat Kaiserin von Brasilien und Königin von Portugal.

## Abstammung, Kindheit und Jugend am Wiener Hof
Erzherzogin Leopoldine, von den Wienern liebevoll Poldl genannt, wurde 1797 in Wien geboren. Sie war das fünfte Kind, die vierte Tochter von Kaiser Franz I. von Österreich (1768–1835) und dessen zweiter Gemahlin Prinzessin Maria Theresia von Neapel-Sizilien (1772–1807). Maria Leopoldine wurde mit ihren Schwestern Marie-Louise (1791–1847), Marie Clementine (1798–1881) und Marie Caroline (1801–1832) am Wiener Hof erzogen. Der frühe Tod ihrer Mutter Maria Theresia nach einer Frühgeburt im April 1807 traf die zehnjährige Leopoldine sehr. Nachdem der Kaiser ein Jahr später wieder geheiratet hatte, schloss sie sich sehr innig an ihre junge Stiefmutter Maria Ludovika Beatrix von Modena (1787–1816) an, die sie auch gerne auf ihren Reisen begleitete. Im Sommer 1810 trafen die Kaiserin und ihre Stieftochter Leopoldine, die zur Kur in Karlsbad weilten, auf Goethe. Dieser verehrte der hochgebildeten Kaiserin mehrere Gedichte.
Schon als Kind war Leopoldine vielseitig interessiert. Zu ihren Beschäftigungsgebieten zählten die Botanik, die Schmetterlingskunde und die Mineralogie. Schon in frühester Jugend erhielt sie Zeichenunterricht; einige Bilder sind im Bildarchiv der Österreichischen Nationalbibliothek erhalten. Französisch, Italienisch und Latein beherrschte sie perfekt. Ihr Sprachgefühl erleichterte ihr später auch das Erlernen des Portugiesischen.
Nachdem ihre Lieblingsschwester Marie Louise 1810 mit Napoleon (1769–1821) verheiratet worden war, verfasste Leopoldine eifrig Briefe. Selbst Napoléon erkannte die besondere Beziehung seiner jungen Frau zu Leopoldine und schrieb:
„Ich hätte Leopoldine und all Deine Brüder und Schwestern zu sehen gewünscht, die ich um Deinetwegen liebe.“
Die fünfzehnjährige Leopoldine wird als echte Habsburgerin beschrieben: Blond, blauäugig und ausgestattet mit der großen „Habsburgerlippe“, die ihr viel Kummer machte. Als die Erzherzogin von Marie Louise einmal einen Vergrößerungsspiegel erhielt, antwortete sie:
„Es ist gar kein Wunder, wenn ich hineinsehe, daß meine Lippen besonders groß mir vorkommen, da er 3 mahl vergrößert.“
Als Marie Louise sich dazu entschloss, ihren kleinen Sohn Franz (1811–1832), den Herzog von Reichstadt, zur Erziehung in Wien zurückzulassen, kümmerte sich Leopoldine mit großer Freude um ihren kleinen Neffen. Am 9. Juli 1816 teilte sie Marie Louise mit:
„Dein Sohn war uns gestern besuchen, er sieht vortrefflich aus und ist zum Fressen; der liebe Papa hatte die Gnade, ihn mir in Aufsicht zu geben, was ich sehr gerne nahm. Beim Essen saß er daher bey mir, und der liebe Papa und ich versichern Dich ohne zu schmeicheln, er unterhielt mich königlich durch seine Geheimnisse, die er mir anvertraute.“

## Verlobung und Heirat

Ankunft Leopoldines in Brasilien

1816 begannen die Verhandlungen bezüglich einer Heirat des portugiesischen Kronprinzen Dom Pedro (1798–1834) mit Erzherzogin Leopoldine. Kaiser Franz war kein großer Befürworter dieser Verbindung, da er um den unmoralischen Lebenswandel und die Epilepsie des Kronprinzen wusste. Auf Drängen Metternichs, der den Kaiser völlig in der Hand hatte, gab er aber schließlich nach.
Leopoldine schrieb euphorisch an ihre Schwester Marie Louise nach Parma:
Ein großer Entschluß! Aber er ist gefasst... Brasilien ist ein herrlicher, sanfter Himmelsstrich, ein gesegnetes Land und hat biedere und gutmütige Bewohner... Das Portrait des Prinzen macht mich noch halb narrisch... Er ist so schön wie Adonis.
Erzherzog Ludwig, ein Onkel der Braut, schrieb an Marie Louise:
Leopoldine wird auf einen der größten Throne der Welt kommen; da kann sie recht botanisieren und Mineralien sammeln.
Weitaus kritischer und vorausschauender kommentierte Erzherzog Rainer (1783–1853), ein weiterer Onkel, das Geschehen:
Wer weiß, ob je jemand von der Familie sie jemals wieder sehen wird. Es ist ein Abschied ganz wie bei einem Sterbenden. Mit dieser Befürchtung sollte der Erzherzog recht behalten.
Am 13. Mai 1817 wurde Leopoldine in St. Augustin, der Hochzeitskirche der Habsburger, in Wien per Stellvertreter mit Dom Pedro verheiratet. Als Stellvertreter fungierte ihr Onkel Erzherzog Karl.

## Kronprinzessin von Brasilien

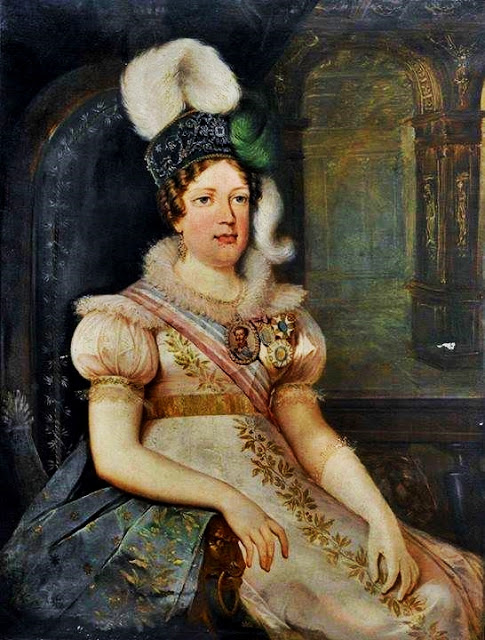
Leopoldine als Kronprinzessin, ca. 1816

Die nunmehrige Kronprinzessin machte sich auf nach Rio de Janeiro, wo sie nach dreimonatiger Reise im November 1817 feierlich Einzug hielt. Am 6. November 1817 fand unter großer Prachtentfaltung in der Königlichen Kapelle des Stadtpalasts die Trauung von Leopoldine und Pedro statt.
Da Dom Pedro reichlich ungebildet war, gewann Leopoldine schnell wachsenden Einfluss auf ihren Ehemann. Pedro besprach bis zur Unabhängigkeitserklärung Brasiliens alle Regierungsangelegenheiten mit Leopoldine und folgte in der Regel ihrem Rat. Im Januar 1822 leitete Pedro, dem die Regierung Brasiliens von seinem Vater überlassen worden war, eine weitgehende Autonomie Brasiliens ein – ein entscheidender Schritt in der Geschichte dieses Landes, der definitiv auf den Einfluss Leopoldines zurückzuführen ist.
Als sich Pedro im Laufe des Jahres 1822 zu einer Reise nach São Paulo entschloss, ließ er Leopoldine als Regentin zurück. Im September 1822 verkündete Pedro – von Leopoldine beschworen – die Unabhängigkeit Brasiliens von Portugal.

## Kaiserin von Brasilien

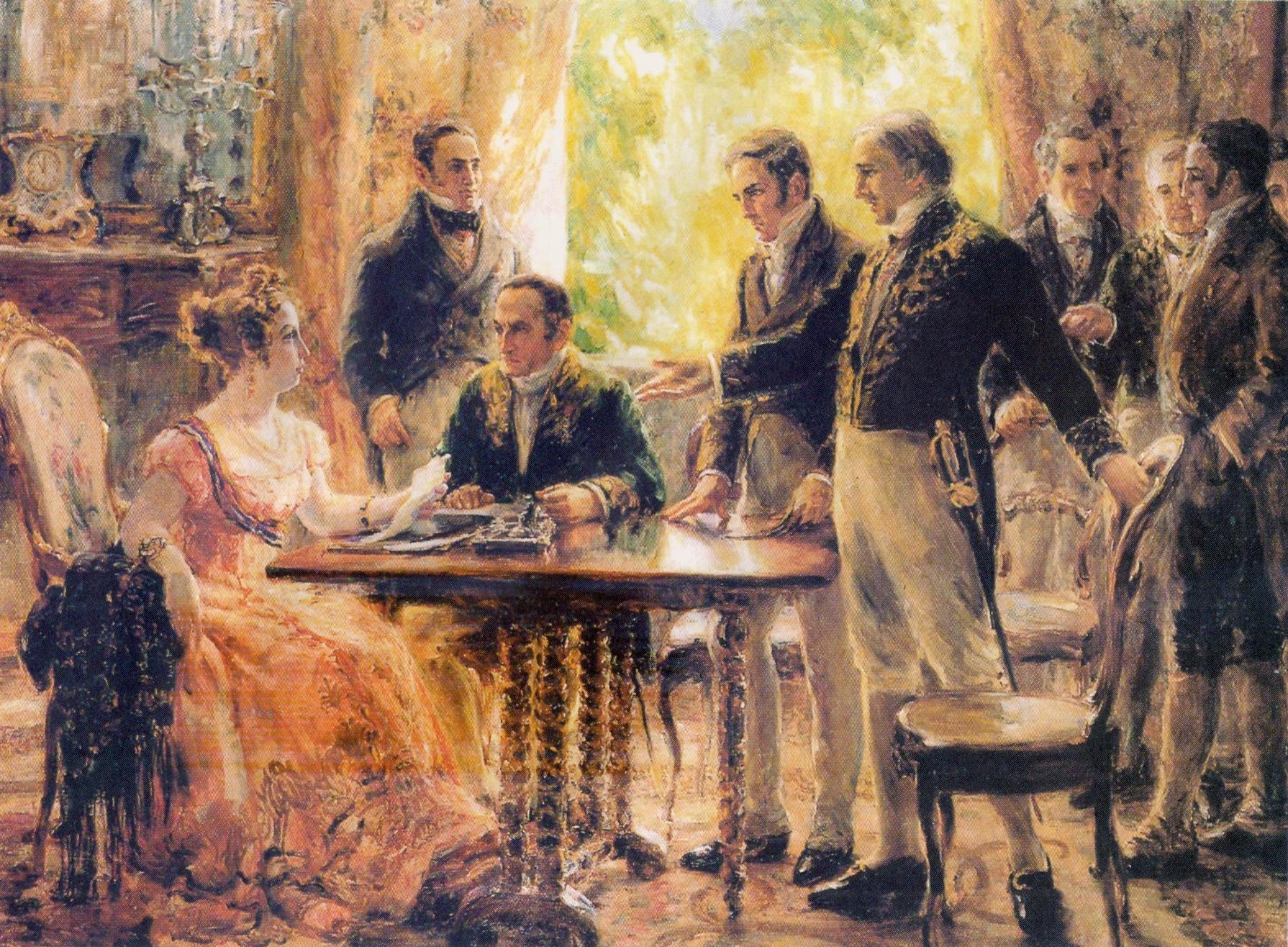
Leopoldine als Regentin, 1822

Am 1. Dezember 1822 folgte die Krönung zum Kaiser von Brasilien. Von Leopoldine wird zu dieser Zeit berichtet, dass sie „ein klares, unbestechliches Urteil über die Lage in unserem Lande“ gehabt habe.
Leopoldine zog österreichische Naturwissenschaftler und Maler nach Brasilien. Sie veranlasste auch Gelehrtenexpeditionen, die wertvolle Ergebnisse lieferten. In Würdigung ihrer Verdienste um die Wissenschaft ist beispielsweise die Palmengattung Leopoldinia pulchra Mart. nach ihr benannt worden. In ihrer alten Heimat Wien förderte sie die Entstehung des Brasilianischen Museums.
Über die anfangs verhältnismäßig harmonische Ehe von Leopoldine und Pedro legte sich ab 1822 ein düsterer Schatten. Der Kaiser hatte auf der Reise nach São Paulo eine Frau, Dona Domitilia, kennengelernt, die er bei Hofe offiziell als seine Geliebte einführte. Um Leopoldine lächerlich zu machen, wurde sie auf Pedros Veranlassung zur ersten Hofdame der Kaiserin ernannt. Leopoldine musste auch noch erleben, dass Domitilia dem Kaiser eine uneheliche Tochter schenkte und in den Hochadel erhoben wurde. Das Töchterchen wurde wie selbstverständlich mit seinen Halbgeschwistern erzogen.
Die persönlichen Auseinandersetzungen des Kaiserpaares steigerten sich derart, dass Pedro auch nicht mehr davor zurückschreckte, Leopoldine zu schlagen und zu misshandeln. Er nutzte weiterhin auch jede Gelegenheit, sie vor dem Hof zu demütigen und lächerlich zu machen.
Schwer depressiv schrieb sie in ihrem letzten Lebensjahr an Marie Louise nach Parma:
Hört wenigstens den Notschrei eines Opfers, [...] das von Euch nicht Rache, aber Mitleid erbittet.

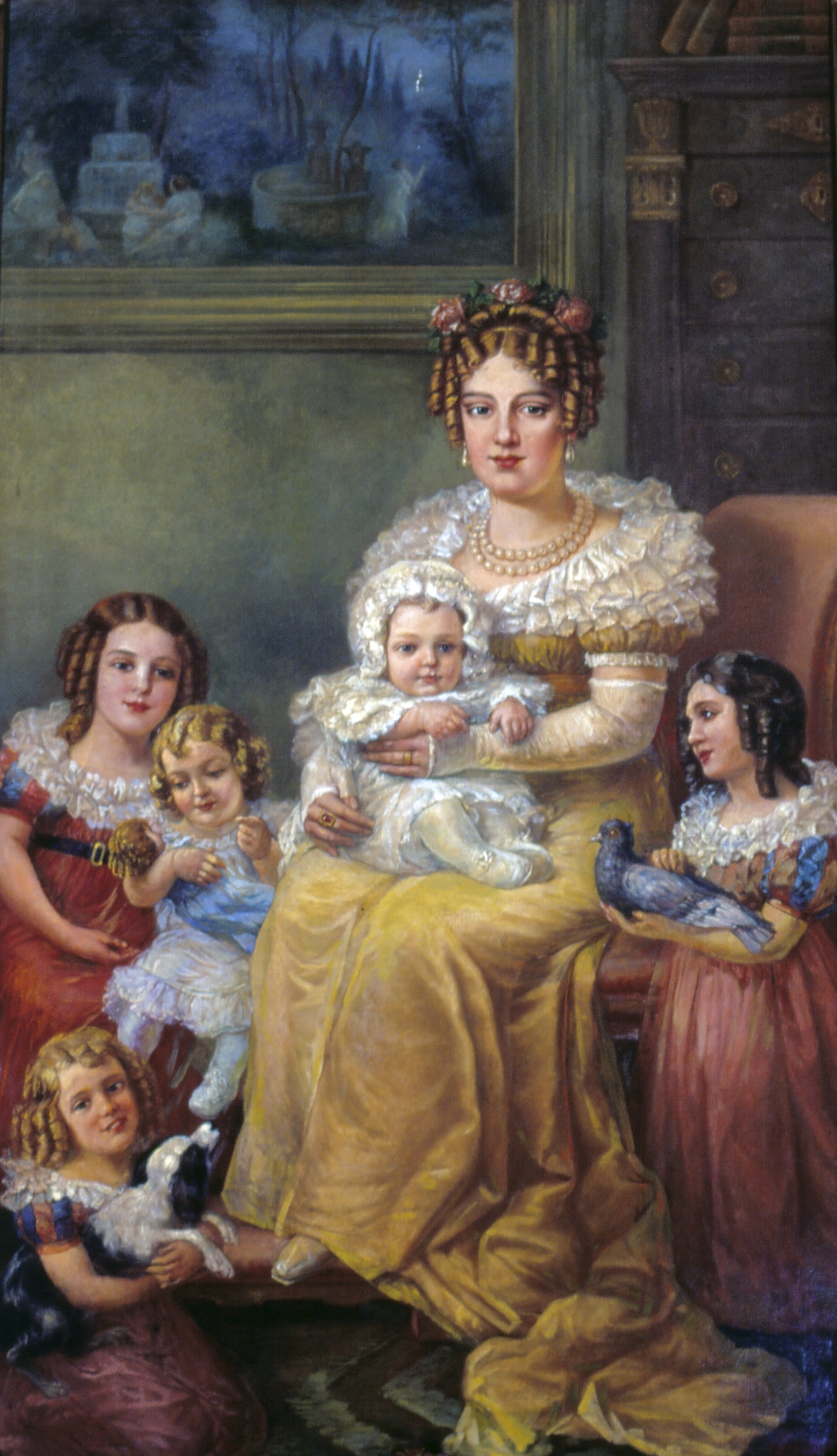
Kaiserin Maria Leopoldine von Brasilien im Kreise ihrer Kinder

Im November 1826 verschlechterte sich der Gesundheitszustand der Kaiserin rapide; sie litt unter Erbrechen, Krämpfen, Blutungen und Verwirrtheit. Am 2. Dezember erlitt die im dritten Monat Schwangere eine Fehlgeburt. Leopoldine starb am 11. Dezember 1826 im Palast Boa Vista bei Rio de Janeiro.
Schon kurz nach ihrem Tod tauchten Gerüchte auf, wonach die Fehlgeburt und ihr Tod dadurch verursacht worden seien, dass ihr Mann sie bei einem heftigen Streit in den Bauch getreten habe. Diese Version wurde auch von einigen Historikern aufgegriffen. Eine gründliche forensische Untersuchung ihrer sterblichen Überreste im Jahr 2012 ergab jedoch keinerlei Hinweise darauf, sondern machte einen Tod infolge einer Infektion wahrscheinlich.
Drei Tage nach ihrem Tod wurde Leopoldine im Ajuda-Nonnenkloster beigesetzt. Da das Kloster später abgerissen wurde, überführte man Leopoldines sterbliche Überreste 1911 in das Santo-Antônio-Kloster. Am 7. September 1954, dem 132. Jahrestag der brasilianischen Unabhängigkeitserklärung, wurden ihre sterblichen Überreste in das Mausoleum des Ipiranga-Denkmals in São Paulo überführt.
Die Gemeinde Santa Leopoldina (ursprünglich Cachoeiro de Santa Leopoldina) wurde nach Leopoldine benannt.

## Nachkommen
Leopoldine hatte mit ihrem Gemahl Pedro sieben Kinder, starb aber 1826 an den Folgen einer Fehlgeburt:
- Maria da Glória (* 4. April 1819; † 15. November 1853), die spätere Königin Maria II. von Portugal
- Miguel (*/† 1820)
- João Carlos (* 6. März 1821; † 4. Februar 1822)
- Januária Maria (* 11. März 1822; † 13. März 1901) ⚭ Luigi Carlo, Graf von Aquila (1824–1897)
- Paula Mariana (* 17. Februar 1823; † 16. Jänner 1833)
- Franziska Carolina (* 2. August 1824; † 27. März 1898) ⚭ François d’Orléans, prince de Joinville
- Pedro (* 2. Dezember 1825; † 5. Dezember 1891), der spätere Kaiser Peter II. (1831–1889)
- Fehlgeburt (1826)

## Vorfahren
|  |                                                |  |  |  |  |  |  |  |  |  |  |  |  |
|  | Kaiser Franz I. Stephan (1708–1765)            |  |  |  |  |  |  |  |  |  |  |  |  |
|  |                                                |  |  |  |  |  |  |  |  |  |  |  |  |
|  |                                                |  |  |  |  |  |  |  |  |  |  |  |  |
|  | Kaiser Leopold II. (1747–1792)                 |  |  |  |  |  |  |  |  |  |  |  |  |
|  |                                                |  |  |  |  |  |  |  |  |  |  |  |  |
|  |                                                |  |  |  |  |  |  |  |  |  |  |  |  |
|  | Kaiserin Maria Theresia (1717–1780)            |  |  |  |  |  |  |  |  |  |  |  |  |
|  |                                                |  |  |  |  |  |  |  |  |  |  |  |  |
|  |                                                |  |  |  |  |  |  |  |  |  |  |  |  |
|  | Kaiser Franz II. (1768–1835)                   |  |  |  |  |  |  |  |  |  |  |  |  |
|  |                                                |  |  |  |  |  |  |  |  |  |  |  |  |
|  |                                                |  |  |  |  |  |  |  |  |  |  |  |  |
|  | Karl III. König von Spanien (1716–1788)        |  |  |  |  |  |  |  |  |  |  |  |  |
|  |                                                |  |  |  |  |  |  |  |  |  |  |  |  |
|  |                                                |  |  |  |  |  |  |  |  |  |  |  |  |
|  | Maria Ludovica von Spanien (1745–1792)         |  |  |  |  |  |  |  |  |  |  |  |  |
|  |                                                |  |  |  |  |  |  |  |  |  |  |  |  |
|  |                                                |  |  |  |  |  |  |  |  |  |  |  |  |
|  | Maria Amalia von Sachsen (1724–1760)           |  |  |  |  |  |  |  |  |  |  |  |  |
|  |                                                |  |  |  |  |  |  |  |  |  |  |  |  |
|  |                                                |  |  |  |  |  |  |  |  |  |  |  |  |
|  | Maria Leopoldine von Österreich (1797–1826)    |  |  |  |  |  |  |  |  |  |  |  |  |
|  |                                                |  |  |  |  |  |  |  |  |  |  |  |  |
|  |                                                |  |  |  |  |  |  |  |  |  |  |  |  |
|  | Karl III. König von Spanien (1716–1788)        |  |  |  |  |  |  |  |  |  |  |  |  |
|  |                                                |  |  |  |  |  |  |  |  |  |  |  |  |
|  |                                                |  |  |  |  |  |  |  |  |  |  |  |  |
|  | Ferdinand I. von Sizilien (1751–1825)          |  |  |  |  |  |  |  |  |  |  |  |  |
|  |                                                |  |  |  |  |  |  |  |  |  |  |  |  |
|  |                                                |  |  |  |  |  |  |  |  |  |  |  |  |
|  | Maria Amalia von Sachsen (1724–1760)           |  |  |  |  |  |  |  |  |  |  |  |  |
|  |                                                |  |  |  |  |  |  |  |  |  |  |  |  |
|  |                                                |  |  |  |  |  |  |  |  |  |  |  |  |
|  | Maria Theresia von Neapel-Sizilien (1772–1807) |  |  |  |  |  |  |  |  |  |  |  |  |
|  |                                                |  |  |  |  |  |  |  |  |  |  |  |  |
|  |                                                |  |  |  |  |  |  |  |  |  |  |  |  |
|  | Kaiser Franz I. Stephan (1708–1765)            |  |  |  |  |  |  |  |  |  |  |  |  |
|  |                                                |  |  |  |  |  |  |  |  |  |  |  |  |
|  |                                                |  |  |  |  |  |  |  |  |  |  |  |  |
|  | Maria Karolina von Österreich (1752–1815)      |  |  |  |  |  |  |  |  |  |  |  |  |
|  |                                                |  |  |  |  |  |  |  |  |  |  |  |  |
|  |                                                |  |  |  |  |  |  |  |  |  |  |  |  |
|  | Kaiserin Maria Theresia (1717–1780)            |  |  |  |  |  |  |  |  |  |  |  |  |
|  |                                                |  |  |  |  |  |  |  |  |  |  |  |  |
|  |                                                |  |  |  |  |  |  |  |  |  |  |  |  |

### Biographien und Handbuchartikel
in der Reihenfolge des Erscheinens
- Constantin von Wurzbach: Habsburg, Leopoldine. In: Biographisches Lexikon des Kaiserthums Oesterreich. 6. Theil. Kaiserlich-königliche Hof- und Staatsdruckerei, Wien 1860, S. 446 f. (Digitalisat).
- Amilcar Salgado dos Santos: Imperatriz Leopoldina, São Paulo 1927.
- Heinrich Schüler: Dona Leopoldina, erste Kaiserin von Brasilien. Schutzherrin der deutschen Einwanderer. Wahrheitsgetreue Erzählung. Instituto beneficente e genealógico Mentz, Porto Alegre 1954.
- Olga Obry: Grüner Purpur. Brasiliens erste Kaiserin, Erzherzogin Leopoldine. Rohrer, Wien 1958.
- Fichna: Leopoldine Erzherzogin von Österreich. In: Österreichisches Biographisches Lexikon 1815–1950 (ÖBL). Band 5, Verlag der Österreichischen Akademie der Wissenschaften, Wien 1972, S. 147.
- Carlos H. Oberacker: Kaiserin Leopoldine, Brasiliens erste Kaiserin. Ihr Leben und ihre Zeit (1797–1826). Federação dos Centros Culturais 25 de Julho, São Leopoldo 1980.
  - überarbeitete Neuausgabe unter dem Titel Leopoldine. Habsburgs Kaiserin von Brasilien. Amalthea, Wien 1988, ISBN 3-85002-265-X.
- Konrad Ackermann: Leopoldine. In: Neue Deutsche Biographie (NDB). Band 14, Duncker & Humblot, Berlin 1985, ISBN 3-428-00195-8, S. 300 f. (Digitalisat).
- Thea Leitner: Sturz in die Hölle. Leopoldine 1797–1826. In: Habsburgs verkaufte Töchter. Piper, München und Zürich 1994, ISBN 3-492-11827-5, S. 229–269.
- Helga Thoma: Ungeliebte Königin. Ehetragödien an Europas Fürstenhöfen. 1. Auflage. Ueberreuter, Wien 2000, ISBN 3-8000-3783-1 (als Taschenbuch: Serie Piper 3526, München und Zürich 2003, ISBN 3-492-23526-3).
- Clóvis Bulcão: Leopoldina – A Princesa do Brasil, Editora: Rocco; 1ª edição, 2006.
- Roselis von Sass: Leopoldina, uma vida pela Independência, Editora: Ordem do Graal na Terra; 2010.
- Marsilio Cassotti: Biografia íntima de Leopoldina, Editora: Planeta; 1ª edição, 2015.
- Paulo Rezzutti: D. Leopoldina: a história não contada: A mulher que arquitetou a independência do Brasil, Editora: Leya; 1ª edição, 2017.
- Robert Wagner: Brasilianische Reisen: Die Hochzeitsreise der Erzherzogin Leopoldine nach Rio de Janeiro – Forscher, Künstler, Diplomaten und der erste Kaiser von Brasilien, Bibliothek der Provinz; 1. Edition, 2021.
- Iris von Gottberg: Von Österreich nach Brasilien. Leopoldina, Kaiserin mit Weitblick. Bibliothek der Provinz, Weitra 2022, ISBN 978-3-99126-087-5.
- Ursula Prutsch: Leopoldine von Habsburg: Kaiserin von Brasilien – Naturforscherin – Ikone der Unabhängigkeit, Molden/Styria, Wien 2022, ISBN 978-3-222-15079-1

### Romane
- Gloria Kaiser: Dona Leopoldina. Die Habsburgerin auf Brasiliens Thron. Styria, Graz 1994, ISBN 3-222-12274-1.
- Kerstin Cantz: Die Schmetterlingsjägerin. Diana Verlag, München 2008.

## Film
- 2022: Universum History – Leopoldina Habsburg: Die Geburt des modernen Brasilien, Fernsehdokumentation von Katharina Heigl mit Fanny Altenburger als Leopoldina Habsburg und Erwin Steinhauer als Dom Pedro II.[3]